# الربيع الغزالي
محمد حسن علي غزالة شاعر مصري ولد في 1912م بقرية زهور الأمراء بمحافظة البحيرة وتوفى في 2006م. حصل على ليسانس الآداب من قسم الجغرافيا عام 1937.
أمضى عمره في العمل الصحفي فعمل محرراً وكاتباً في جريدة كوكب الشرق (1933 - 1938) ثم انتقل إلى جريدة الوفد المصري وبقي بها حتى عام 1942, كما عمل محرراً بمجلة الهلال (1949 - 1956), وجريدة الأهرام (1950 - 1972) حيث أحيل إلى التقاعد. كما أصدر مجلة صوت العروبة ورأس تحريرها في السنوات 1954 - 1964. عمل مساعدًا لرئيس تحرير الأهرام في عهد أحمد الصاوي محمد، ثم محررًا للمراجعة الأدبية في عهد محمد حسنين هيكل وإبراهيم نافع ومساعدًا لعبد المنعم الصاوي في اليونسكو. أسس «جماعة شعراء العروبة»، و«جماعة شعراء الإسلام»، و«جماعة أبوللو الجديدة» بعد القديمة. نشرت أشعاره في أغلب صحف ومجلات العالم العربي.
عضو في نقابة الصحفيين، ورابطة الأدب الحديث، وشعراء العروبة، والرابطة الإسلامية، وشعراء الإسلام، واتحاد الكتاب المصريين، وهيئة خريجي الجامعات، وجمعية الأدباء. شارك بفاعلية في الندوات الأدبية التي كانت تقام بمصر، ودُعي لمهرجانات شعرية متعددة.

## دواوينه الشعرية
- أزاهير الربيع 1930
- فوح المسك 1932
- فيض السنا 1933
- رجع الصدى 1934
- روح الأثير 1935.

## مؤلفاته
كتب عدداً من الدراسات من بينها: دراسة عن قصة قصر على النيل لثروت أباظة، وكتاب «محمد في صباه وشبابه» لشوكت التوني، ودراسات لدواوين طاهر زمخشري، ومحمد سرور صبان، وسعد دعبيس وغيرهم.
كتب عن شعره الكثيرون منهم: أنور الجندي، وعبد العزيز شرف، وأحمد مصطفى حافظ، ومحمد عبد المنعم خفاجي.